# Diálogo en el Infierno entre Maquiavelo y Montesquieu
Diálogo en el infierno entre Maquiavelo y Montesquieu  (en el original francés, Dialogue aux enfers entre Machiavel et Montesquieu ou la politique de Machiavel au XIXe siècle) es una sátira política escrita por el abogado francés Maurice Joly (inicialmente publicada de forma anónima en Bruselas, Bélgica, bajo la etiqueta genérica de "un contemporáneo") en protesta contra el régimen de Napoleón III (también conocido como Luis Napoleón Bonaparte), que gobernó Francia de 1848 a 1870. Fue publicado en 1864. En 1898 se publicó una traducción en español y en 2002 una traducción al inglés.
La pieza utiliza el recurso literario del diálogo de muertos, inventado por el antiguo escritor romano Luciano e introducido en las bellas letras francesas por Bernard de Fontenelle en el siglo XVIII. Las sombras de los personajes históricos de Nicolás Maquiavelo y Montesquieu se encuentran en el infierno en el año 1864 y debaten sobre política. De esta manera, Joly intentó disimular una crítica directa, y luego ilegal, al gobierno de Luis Napoleón.

## Resumen
Joly relata en su autobiografía de 1870 que una tarde, mientras pensaba en el tratado del economista Abbé Galiani Dialogues sur le commerce des blés ("Diálogos sobre el comercio del trigo")  y caminaba porn el Pont Royal, se inspiró para escribir un diálogo entre Montesquieu y Maquiavelo. El noble barón Montesquieu defendería el liberalismo; el político florentino Maquiavelo expondría los argumentos a favor del despotismo.
En el Diálogo en el Infierno, Maquiavelo afirma que "... no necesitaría ni siquiera veinte años para transformar por completo el carácter europeo más indomable y volverlo tan dócil bajo la tiranía como los degradados pueblos de Asia". Montesquieu insiste en que el espíritu liberal de los pueblos es invencible. En 25 diálogos, paso a paso, Maquiavelo, quien representa de forma encubierta a Napoleón III, explica cómo sustituiría la libertad por el despotismo en cualquier país europeo: "... El poder absoluto ya no será un accidente de la fortuna, sino que se convertirá en una necesidad" de la sociedad moderna. Al final, Maquiavelo prevalece. En el telón, Montesquieu exclama: «¡Dios eterno, qué has permitido!...». 
El libro fue publicado anónimamente "por un contemporáneo" (par un contemporain) en Bruselas en 1864  y contrabandeado a Francia para su distribución, pero la tirada fue confiscada por la policía inmediatamente después de cruzar la frontera. La policía localizó rápidamente al autor y Joly fue arrestado. El libro fue prohibido. El 25 de abril de 1865 fue condenado a 18 meses de prisión en la prisión de Sainte-Pélagie, en París. La segunda edición del Diálogo en el Infierno se publicó en 1868, esta vez con el nombre de Joly. 
En campaña contra Napoleón III en el referéndum constitucional francés de 1870, Joly escribió un epílogo a su "Diálogo". Se publicó en las revistas Le Gaulois  y La Cloche. 

## Legado
A principios del siglo XX, el libro de Joly se utilizó como base para Los protocolos de los sabios de Sión,  una infame falsificación literaria antisemita de fabricación rusa. Hay abundante evidencia (parte de la cual fue presentadas en el Juicio de Berna) de que Los Protocolos fueron plagiados profusamente del Diálogo.      
El libro de Joly, sin embargo, era una sátira de la política francesa de la Segunda República y el Segundo Imperio y no contenía material antisemita (ni ninguna referencia a los judíos); los autores anónimos de los Protocolos interpolaron una siniestra camarilla judía en las referencias del original a los miembros del gobierno de Napoleón III. 